# Thundermanovi: Na tajnom zadatku
Thundermanovi: Na tajnom zadatku (eng. The Thundermans: Undercover) je američka humoristična televizijska serija koja služi kao nastavak serije Thundermani iz 2014. godine.
Serija se u SAD-u na Nickelodeonu prikazuje od 11. siječnja 2025., dok je hrvatska sinkronizacija počela 7. travnja 2025. na hrvatskom Nickelodeonu. Od 18. lipnja prvih deset epizoda dostupno je i na platformi SkyShowtime.

## Radnja
Serija prati Phoebe i Maxa, koje ponovno glume Kira Kosarin i Jack Griffo, dok ih Herojska liga šalje na tajni zadatak u obalni gradić Secret Shores, gdje sa sobom vode i mlađu sestru Chloe (Maya Le Clark) kako bi razvijala svoje supermoći.
Chloe u školi sklapa prijateljstvo s dvoje vršnjaka koji ne znaju da njihova nova prijateljica skriva moćnu tajnu. Kako prijetnja postaje sve veća, trojac Thunderman mora ostati u gradu na neodređeno vrijeme, a blizanački duo, iako često u svađi, preuzima brigu o svojoj maloj sestri.

## Glumačka postava

### Glavne uloge
- Kira Kosarin (hrv. Lorena Nosić) kao Phoebe Thunderman, Maxova sestra blizanka. Dok je pod krinkom u Secret Shoresu, Phoebe radi kao nastavnica likovne kulture u školi Secret Shores. Ima sposobnosti toplog i ledenog daha i telekineze.
- Jack Griffo kao Max Thunderman, Phoebein brat blizanac. Max radi kao zamjenik ravnatelja u školi Secret Shores. Budući da je Phoebein blizanac, ima potpuno iste moći kao i ona.
- Maya Le Clark kao Chloe Thunderman, najmlađa sestra Phoebe i Maxa koja ima moći teleportacije.
- Nathan Broxton kao Jinx, jedan od Chloeinih prijatelja u Secret Shoresu, sklon nezgodama i brz u učenju novih tehnologija.
- Kinley Cunningham kao Kombucha "Booch", jedna od Chloeinih prijateljica u Secret Shoresu.

### Sporedne uloge
- Daran Norris kao Thunderford, virtualni asistent Maxa, Phoebe i Chloe u njihovom apartmanu.
- Dana Snyder kao glas Dr. Colossa, superzlikovca koji je zarobljen u tijelu zeca kojeg posjeduju Thundermani.
- Michael Delleva kao Wayland

## Epizode
| 1. | "Na tajnom zadatku" / "Thundercover"                 | 11. siječnja 2025. | 7. travnja 2025.  |
| Blizanci Thunderman odlaze u Secret Shores na tajni zadatak, dok Chloe pokušava steći nove prijatelje koji ne znaju za njezine supermoći. Dr. Colosso potajno odlazi s njima i otkriva ključnu karticu koja vodi do oružja Giga Gauntlet, no biva izdan, a zlikovac Malware se oslobađa i pokušava uništiti Phoebe i Maxa. Chloe u posljednji tren spašava blizance i pomaže im poraziti Malwarea, nakon čega predsjednica Kickbutt otkriva da nova prijetnja, Mastermind, okuplja zlikovce, što znači da njihova misija tek počinje. |                                                      |                    |                   |
| 2. | "Moć s greškom" / "Faulty Powers"                    | 22. siječnja 2025. | 8. travnja 2025.  |
| Chloe slučajno postaje nevidljiva nakon što ju pogodi energetska kugla koju je ubrzala Phoebena krema za sunčanje, a Thunderford otkriva da su joj moći mutirale. Iako Max misli da ju je izliječio, Chloe na zabavi počinje dobivati nove, nekontrolirane moći. |                                                      |                    |                   |
| 3. | "Natjecanje maskota" / "Bummer School"               | 29. siječnja 2025. | 9. travnja 2025.  |
| Max osigurava sebi i Phoebe posao u školi Secret Shores, gdje se on predstavlja kao novi zamjenik ravnatelja, a nju prijavi kao profesoricu likovnog. Chloe s prijateljima osmišljava maskotu za školsko natjecanje. |                                                      |                    |                   |
| 4. | "Roditeljska zamjena" / "The Parent Zap"             | 5. veljače 2025.   | 10. travnja 2025. |
| Phoebe i Max koriste novi uređaj za prerušavanje kako bi se pretvorili u svoje roditelje i predstavili se kao roditelji Chloeinih prijatelja, koji su se požalili zbog horor filma i previše slatkiša na filmskoj večeri. Kada se pravi Hank i Barb iznenada pojave, situacija se zakomplicira, ali uz pomoć prerušavanja u ravnateljicu Taylor, uspiju uvjeriti zabrinute roditelje da je Chloe iz dobre i pouzdane obitelji. |                                                      |                    |                   |
| 5. | "Spašavanje dejta" / "Save the Date"                 | 12. veljače 2025.  | 11. travnja 2025. |
| 6. | "Cherryina iskra" / "Cherry Bad Things"              | 26. veljače 2025.  | 14. travnja 2025. |
| 7. | "Ne tako brzi i žestoki" / "Not So Fast and Furious" | 5. ožujka 2025.    | 15. travnja 2025. |
| 8. | "For Your Spies Only" / "Samo za špijunske oči"      | 12. ožujka 2025.   | 16. travnja 2025. |
| 9. | "No Friend in Sight" / "Vrijeme za nove prijatelje"  | 19. ožujka 2025.   | 17. travnja 2025. |
| 10. | "Sve o Steveu" / "All About Steve"                   | 26. ožujka 2025.   | 18. travnja 2025. |
| 11. | "Tide and Prejudice"                                 | 2. travnja 2025.   | N/E               |
| 12. | "Prank You, Next"                                    | 9. travnja 2025.   | N/E               |
| 13. | "From Dust Till Dawn"                                | 16. travnja 2025.  | N/E               |
| 14. | "Summer of Secrets"                                  | 17. srpnja 2025.   | N/E               |
| 15. | "I Know What You Did This Summer"                    | 17. srpnja 2025.   | N/E               |
| 16. | "The Summer I Turned Giddy"                          | 24. srpnja 2025.   | N/E               |
| 17. | "A Midsummer Night's Scheme"                         | 24. srpnja 2025.   | N/E               |
| 18. | "Cruel Summer"                                       | 31. srpnja 2025.   | N/E               |
| 19. | "Endless Summer"                                     | 31. srpnja 2025.   | N/E               |

## Vanjske poveznice
- Thundermani: Na tajnom zadatku u internetskoj bazi filmova IMDb-a